# Chatham (Michigan)
Pour les articles homonymes, voir Chatham.
Chatham est un village du comté d'Alger, dans l'État du Michigan, aux États-Unis. En 2020, il comptait une population de 193 habitants.